# Microgastra granosa
Microgastra granosa is een zakpijpensoort uit de familie van de Plurellidae. De wetenschappelijke naam van de soort is, als Ascidia granosa, voor het eerst geldig gepubliceerd in 1904 door Sluiter.